# Greg Best
Gregory Alan "Greg" Best (Lynchburg (Virgínia), 23 de julho de 1964) é um ginete estadunidense, especialista em saltos, medalhista olímpico. 

## Carreira
Greg Best representou seu país nos Jogos Olímpicos de 1988, na qual conquistou a medalha de prata nos saltos individual e por equipes em 1988.